# 東京建設信用組合
東京建設信用組合（とうきょうけんせつしんようくみあい）は2007年12月まで存在し、東京都中央区に本店を置いていた信用組合。主に建設業を対象とした業域の信用組合であった。統一金融機関コードは2216で、合併前時点での店舗数は本店の1ヶ店のみだった。2007年12月10日をもって大東京信用組合に合併され、解散した。なお、戸田城聖が1949年から1950年にかけて経営していた、東京建設信用組合とは同一の社名ではあるが全くの別会社である。

## 沿革
- 1951年11月　東京都建設業信用組合設立
- 1984年4月　東京建設信用組合に改称
- 2007年12月　大東京信用組合に合併され、解散（これによって旧：東京建設信組本店は、「大東京信組八丁堀支店」として新設）